# Los Cerritos, Nuevo León
Los Cerritos är en ort i Mexiko.   Den ligger i kommunen García och delstaten Nuevo León, i den centrala delen av landet, 700 km norr om huvudstaden Mexico City. Los Cerritos ligger 760 meter över havet och antalet invånare är 292.
Terrängen runt Los Cerritos är varierad. Runt Los Cerritos är det tätbefolkat, med 266 invånare per kvadratkilometer. Närmaste större samhälle är García, 3,0 km sydost om Los Cerritos. Omgivningarna runt Los Cerritos är i huvudsak ett öppet busklandskap.